# Tatort: Game Over
Game Over ist ein Fernsehfilm aus der Krimireihe Tatort. Der vom Bayerischen Rundfunk produzierte Beitrag ist die 1238. Tatort-Episode und wurde am 21. Mai 2023 im SRF, im ORF und im Ersten erstausgestrahlt. Das Münchner Ermittlerduo Batic und Leitmayr ermittelt in seinem 93. Fall.

## Handlung
Die junge Polizistin Lena Wagensonner wird bei einer Verkehrskontrolle erschossen. Der Fahrer des kontrollierten Fahrzeugs flieht. Die Polizei findet es kurz darauf brennend in einem Kieswerk. Im Kofferraum befindet sich die Leiche des Fahrzeughalters Michael Hetsch. Die Polizisten Leitmayr und Batic ermitteln, dass Hetsch zusammen mit anderen Polizisten in einer Computerspielgruppe gespielt hatte.
Der Polizist Geltinger, Ausbilder von Wagensonner und Bekannter von Hetsch, wird erschossen in seiner Wohnung aufgefunden.
Mit Hilfe des minderjährigen Gamers Oskar Weber suchen die Polizisten nach weiteren Polizisten unter den Computerspielern. Als Kalli Hammermann den Polizisten Torben Seufert zu einer Befragung ins Präsidium holen will, gelingt es diesem, Hammermann zu entwaffnen und zu fliehen. Auf einem Computerspiel-Wettbewerb wird Seufert von der Polizei gestellt und begeht Suizid.
Oskar Weber gesteht den Polizisten, dass er Geltinger in Notwehr erschossen habe.

## Hintergrund
Der Film wurde vom 26. Juni 2022 bis zum 26. Juli 2022 in München und Umgebung gedreht.
Der Reisepass Torben Seuferts, den Franz Leitmayr süffisant als „ganz gute Fälschung“ bezeichnet, ist der echte Reisepass des Darstellers Jan Bülow.
Regisseur Lancelot von Naso hat einen kurzen Cameo-Auftritt, als Leitmayr das Haus von Geltinger aufsucht und dieser ihm die Haustür öffnet.
Der Name der Plattform "Meets", über die die Ermittler an die Daten von Verdächtigen gelangen, spielt, rückwärts gelesen, an auf die Videospiele-Plattform Steam, über die Counter-Strike vertrieben wird.

## Rezeption

### Kritiken
Rainer Tittelbach von Tittelbach.tv schrieb: „Der 93. ‚Tatort‘ des Münchner Duos beginnt als Whodunit-Krimi, der die Ermittlungsarbeit minutiös darstellt. Dass es dennoch spannend bleibt, liegt an dem abwechslungs- und temporeichen Handlungsfluss sowie der psychologisch, soziologisch und filmisch reizvollen seltsamen, fremden Welt, in die die Geschichte den Zuschauer entführt: das Milieu der Gamer. ‚Game Over‘ biedert sich nicht beim jugendlichen Publikum an, erst recht nicht bei der Community. Im Gegenteil. Die Macher behandeln das Phänomen mit seinem Sucht-Potenzial aus der öffentlich-rechtlichen Zielgruppen-Perspektive. Die Autoren benutzen es, und sie benutzen es filmisch und dramaturgisch gut, dringen aber nicht tiefer in das Phänomen ein.“
Beim Spiegel urteilte Christian Buß: „Drei Morde an echten Menschen sind zu lösen – das Leichenaufkommen auf den Computerbildschirmen der Gamer ist um ein Vielfaches höher. Analoges Morden, digitales Töten, könnte es da eine Verbindung geben? Leider finden die »Tatort«-Verantwortlichen weder eine ästhetische Strategie noch eine starke Erzählhaltung. Dafür bimmelt und ballert es ordentlich – und die Gamer-Welt ist nicht mehr als eine krachbunte Kulisse. […] Ein bisschen Action, ein wenig Pädagogik: Dieser »Tatort« dürfte die Kids, die zocken, genauso wenig erreichen wie die Eltern, die sich zu Recht oder Unrecht um diese Kids sorgen.“
Holger Gertz von der Süddeutschen Zeitung wertete: „Schon spektakulär, wie die Regie diesem Münchner Tatort gleich mal jede tatorttypische Behäbigkeit ausgetrieben hat. […] Batic und Leitmayr, klassisch analoge Grauköpfe, betrachten die fremde Welt der Gamer distanziert, allerdings auch mit Interesse. Davon lebt dieser Tatort: Die Ermittler schauen, bei aller Routine, mit frischem Blick auf ihren neuen Fall. Und sie kokettieren diesmal erfreulicherweise nicht mit ihrem Alter – so etwas wird elegant im Beiklang miterzählt.“
Harald Kellervon der Frankfurter Rundschau meinte: Der Krimi bietet „eine für einen Tatort dieser Tage geradezu ungewöhnlich konzentrierte Verbrecherjagd. Auch der Tunnelblick – immer nur fix noch nach links und rechts gesichert – verbindet die Ermittler und die Gamer, ohne dass sie sich im Laufe von ‚Game Over‘ näherkämen. Die Gamer denken nur ans Gamen, und die Polizisten haben zu viel zu tun, um sich Counter-Strike über das hinaus erklären zu lassen, was dringend notwendig ist.“

### Einschaltquoten
Die Erstausstrahlung von Game Over am 21. Mai 2023 wurde in Deutschland von 8,72 Millionen Zuschauern gesehen und erreichte einen Marktanteil von 32,4 % für Das Erste. In der als Hauptzielgruppe für Fernsehwerbung deklarierten Altersgruppe von 14–49 Jahren erreichte Game Over 1,66 Millionen Zuschauer und damit einen Marktanteil von 27,5 Prozent in dieser Altersgruppe.